# Ur kärlekens språk
Ur kärlekens språk är en svensk dramafilm från 1969, i regi av Torgny Wickman.

## Handling
Filmen har tre–fyra teman som varvas. Fyra professionella sexologer diskuterar och informerar om sex. Äkta samlags- och onaniscener. Spelade sketcher med skådespelare. Preventivmedelsrådgivning.

## Om filmen
Filmen premiärvisades i Sverige 2 oktober 1969 på biograferna Rigoletto, Rival och Riverside i Stockholm. Före den svenska premiären hade den visats i 22 länder. Vid lanseringen i USA beslagtogs filmen i tullen och en 20 månader lång rättsprocess följde, ända till Högsta Domstolen i Washington, D.C., där filmen frikändes 1971. På Trafalgar Square i London demonstrerade 30 000 engelsmän med deltagande av bland annat sångaren Cliff Richard, mot att filmen visades på en närliggande biograf. Filmen spelades in i olika lägenheter i Stockholm samt vid Movie Art of Europe AB studio av Max Wilén. De animerade avsnitten utfördes av Stig Lasseby. Filmen följdes av Mera ur Kärlekens språk 1970.

## Diskussionsdeltagare (läkare och sexologer)
- Inge Hegeler – deltagare i samtalsgrupp
- Sten Hegeler – deltagare i samtalsgrupp
- Maj-Briht Bergström-Walan – deltagare i samtalsgrupp
- Sture Cullhed – deltagare i samtalsgrupp

## Roller i urval
- Barbro Hiort af Ornäs
- Stig Johanson
- Göthe Grefbo
- Gösta Krantz
- Julie Bernby
- Börje Nyberg
- Lennart Lindberg
- Margaretha Henriksson
- Solveig Andersson
- Conny Ling – i ett avsnitt ur filmen Eva – den utstötta

## Filmmusik i urval
- Sarabande (Saraband), kompositör Johann Sebastian Bach